# Grupo de Artillería Blindado 9
El Grupo de Artillería Blindado 9 (GA Bl 9) es una unidad de artillería del Ejército Argentino con asiento en la guarnición militar de Sarmiento, Provincia del Chubut, y que depende del Comando de la IX Brigada Mecanizada "Cnel. Luis Jorge Fontana", en el marco de la 3.ª División de Ejército "Tte. Gral. Julio Argentino Roca".
Este grupo de artillería creado en el año 1965 comparte instalaciones de la guarnición con el RI Mec 25, unidad de infantería de la brigada mecanizada.

## Historia
La unidad de artillería GA Bl 9 fue creada el 15 de enero de 1943.
El Grupo de Artillería 9 integró el Agrupamiento B que se desplazó a la provincia de Tucumán por orden del Comando General del Ejército para reforzar la V Brigada de Infantería que llevaba adelante el Operativo Independencia. El Agrupamiento B se turnaba con los Agrupamientos A y C, creados para el mismo fin.
En la guerra de las Malvinas el Grupo de Artillería 9 envió personal agregado al Regimiento de Infantería 25 (RI 25).